# Pachycephala sulfuriventer
Sibilante-sulfúreo ou assobiadeira-de-barriga-sulfúrea (Pachycephala sulfuriventer) é uma espécie de ave da família Pachycephalidae.
É endémica da Indonésia.
Os seus habitats naturais são: florestas subtropicais ou tropicais húmidas de baixa altitude e regiões subtropicais ou tropicais húmidas de alta altitude.